# 3 Words
3 Words es el álbum debut de la artista británica Cheryl Cole, lanzado a la venta el 23 de octubre de 2009 bajo el sello Fascination Records. Es el primer disco en solitario de la cantante tras la separación temporal del grupo Girls Aloud, tras siete años y cinco discos de estudio.
El álbum entró en el primer puesto de las listas británicas. El 6 de noviembre de 2009, la Industria Fonográfica Británica certificó el disco como platino, por sus altas ventas, y desde entonces el álbum ha conseguido vender más de 2 000 000 copias.

## Antecedentes y concepción
La primera incursión de Cheryl en su carrera musical como solista se produjo cuando apareció en el sencillo de Will.I.Am, "Heartbreaker". Tras tomar clases de streetdancing durante la filmación de "Passions of Girls Aloud", la cantante fue elegida para aparecer en el video musical de la canción, y posteriormente fue invitada a cantar la voz femenina en la edición británica del disco del miembro de The Black Eyed Peas. Esta misma versión de la canción aparece en el disco debut de Cheryl.
El 27 de abril de 2009 se confirmó a través de la cadena MTV del Reino Unido que Cheryl podría estar trabajando en su propio material discográfico, al margen del grupo Girls Aloud. La cantante trabajó con Will.I.Am, Syience, Taio Cruz, y Wayne Wilkins para dar forma a su disco. A Taio Cruz le fueron encargadas dos canciones para la artista, el primero de los cuales, "Break Your Heart" fue desechado por ella, y posteriormente lanzado por Taio como el primer sencillo de su segundo álbum, "Rokstarr". La canción llegó a ser número 1 en las listas de ventas del Reino Unido. La otra canción, "Stand Up", fue incluida finalmente en el álbum.

### Título del disco y fotografía
Cuando se le preguntó acerca del título del álbum, Cheryl reveló que ya había previsto un título que contenía la frase "3 Words" (3 Palabras), antes de que la canción fuera grabada, y que también había barajado títulos como "Three Syllables" (Tres Sílabas), aunque el título más presente para ella siempre fue "Unveiled", ya que la artista afirmó que se sentía desprotegida en este proyecto al margen de sus compañeras del grupo musical Girls Aloud. El concepto de este título se tomó más adelante para la portada del disco, donde Cheryl luce un velo, haciendo así un juego de palabras con "Unveiled" (Desprotegida/Sin velo).
Las fotos del disco, fueron tomadas por el fotógrafo Nick Knight, el que expresó su agradecimiento y alegría por trabajar con Cheryl en todo momento.

## Lanzamiento
3 Words fue lanzado en el Reino Unido el lunes 26 de octubre de 2009. Una edición limitada para fanes del disco fue lanzada a través de la página web oficial de Cheryl. La edición de lujo incluye un bolso de mano, un calendario de Cheryl Cole y dos postales exclusivas, todo ello contenido en una caja de lujo.

### Sencillos
- "Fight for This Love" fue el primer sencillo del disco, escrito y producido por Wayne Wilkins y Steve Kipner, y coescrito por Andre Merritt. Cheryl interpretó la canción el domingo 18 de octubre en la versión inglesa de "The X Factor". Se convirtió en uno de los sencillos más vendidos del año en el Reino Unido y alcanzó el número uno en tanto las listas de ventas de Irlanda como en las del Reino Unido.
- "3 Words" es el segundo sencillo oficial del disco en Reino Unido, y el primer sencillo internacional. Cuenta con la colaboración de will.i.am, del grupo The Black Eyed Peas. La canción llegó a ser número cuatro en las listas de ventas del Reino Unido.
- "Parachute" está previsto que sea el tercer sencillo del álbum. En la semana que finalizó el 20 de diciembre de 2009, la canción alcanzó su primer pico en la mitad superior de los sencillos del Reino Unido debutando en el número 65 por sus altas ventas digitales.

## Listado de canciones
| N.º | Título                               | Escritor(es)                                   | Productor(es)               | Duración |  |
| 1.  | «3 Words» (featuring Will.i.am)      | William Adams, George Pajon, Cheryl Cole       | Will.i.am                   | 4:33     |  |
| 2.  | «Parachute»                          | Ingrid Michaelson, Marshall Altman             | Syience                     | 3:40     |  |
| 3.  | «Heaven» (featuring Will.i.am)       | Adams, Cole, Stacy Barthe                      | Will.i.am                   | 4:36     |  |
| 4.  | «Fight for This Love»                | Andre Merritt                                  | Wayne Wilkins, Steve Kipner | 3:43     |  |
| 5.  | «Rain on Me»                         | Louis Biancaniello, Olivia Waithe, Kipner      | Wayne Wilkins, Sam Watters  | 3:50     |  |
| 6.  | «Make Me Cry»                        | Adams, Cole, Caleb Speir                       | Will.i.am                   | 4:35     |  |
| 7.  | «Happy Hour»                         | Carsten Schack, Kenneth Karlin, Priscila Renea | Soulshock & Karlin          | 4:06     |  |
| 8.  | «Stand Up»                           | Taio Cruz, Fraser T. Smith                     | Taio Cruz, Fraser T. Smith  | 3:23     |  |
| 9.  | «Don't Talk About This Love»         | Chris Braide, Nikola Bedingfield               | Syience                     | 3:45     |  |
| 10. | «Boy Like You» (featuring Will.i.am) | Adams, Cole                                    | Will.i.am                   | 4:30     |  |
| 11. | «Heartbreaker» (featuring Will.i.am) | Adams                                          | Will.i.am                   | 3:14     |  |